# 국립전주박물관
국립전주박물관(國立全州博物館)은 국립중앙박물관의 소속기관이다. 1978년 8월 9일 발족하였으며, 전북특별자치도 전주시 완산구 쑥고개로 249에 위치하고 있다. 관장은 고위공무원단 나등급에 속하는 학예연구관으로 보한다.

## 연혁
- 1990년 9월 25일 : 국립전주박물관 설치
- 1990년 10월 26일 : 국립전주박물관 개관
- 2002년 11월 6일 : 사회교육관 개관
- 2006년 4월 25일 : 사회교육관을 문화체험관으로 개명
- 2014년 11월 28일 : 문화체험관을 어린이박물관으로 변경

## 조직

### 관장
- 기획운영과[2]
- 학예연구실[3]

## 역대 관장
| 대수 | 이름   | 임기                                | 비고 |
| ---- | ------ | ----------------------------------- | ---- |
| 초대 | 한영희 | 1990년 10월 16일 ~ 1993년 10월 15일 |      |
| 2대  | 이호관 | 1993년 10월 16일 ~ 1995년 11월 30일 |      |
| 3대  | 이종철 | 1995년 12월 1일 ~ 1998년 4월 8일    |      |
| 4대  | 이영훈 | 1998년 4월 9일 ~ 2000년 1월 24일    |      |
| 5대  | 유형식 | 2000년 1월 25일 ~ 2005년 12월 31일  |      |
| 6대  | 신광섭 | 2006년 1월 1일 ~ 2006년 8월 24일    |      |
| 7대  | 이원복 | 2007년 1월 10일 ~ 2008년 10월 30일  |      |
| 8대  | 김영원 | 2008년 10월 31일 ~ 2010년 10월 7일  |      |
| 9대  | 곽동석 | 2011년 1월 10일 ~ 2012년 12월 4일   |      |
| 10대 | 유병하 | 2013년 1월 1일 ~ 2016년 5월 1일     |      |
| 11대 | 김승희 | 2016년 8월 8일 ~ 2018년 6월 30일    |      |
| 12대 | 천진기 | 2018년 7월 1일 ~ 2020년 6월 30일    |      |
| 13대 | 홍진근 | 2021년 2월 1일 ~ 2023년 1월         |      |
| 14대 | 박경도 | 2023년 12월 4일 ~                   |      |

## 전시
상설전시실은 총 4개의 관으로 이루어졌다. 그리고 총 1,500여 점의 유물을 전시하고

## 소장품
2016년 12월 31일 기준 소장품 현황은 다음과 같다.
| 금속    | 토제     | 도자기  | 석      | 유리 보석 | 초제 | 나무  | 골각 패갑 | 지      | 피모 | 사직 | 종자 | 기타 | 계       |
| ------- | -------- | ------- | ------- | --------- | ---- | ----- | --------- | ------- | ---- | ---- | ---- | ---- | -------- |
| 3,023건 | 21,071건 | 6,380건 | 3,587건 | 277건     | 29건 | 288건 | 17건      | 2,945건 | 39건 | 91건 | 7건  | 6건  | 37,751건 |
| 4,462점 | 23,761점 | 6,877점 | 4,571점 | 610점     | 29점 | 328점 | 26점      | 5,464점 | 39점 | 94점 | 7점  | 6점  | 46,274점 |

## 갤러리

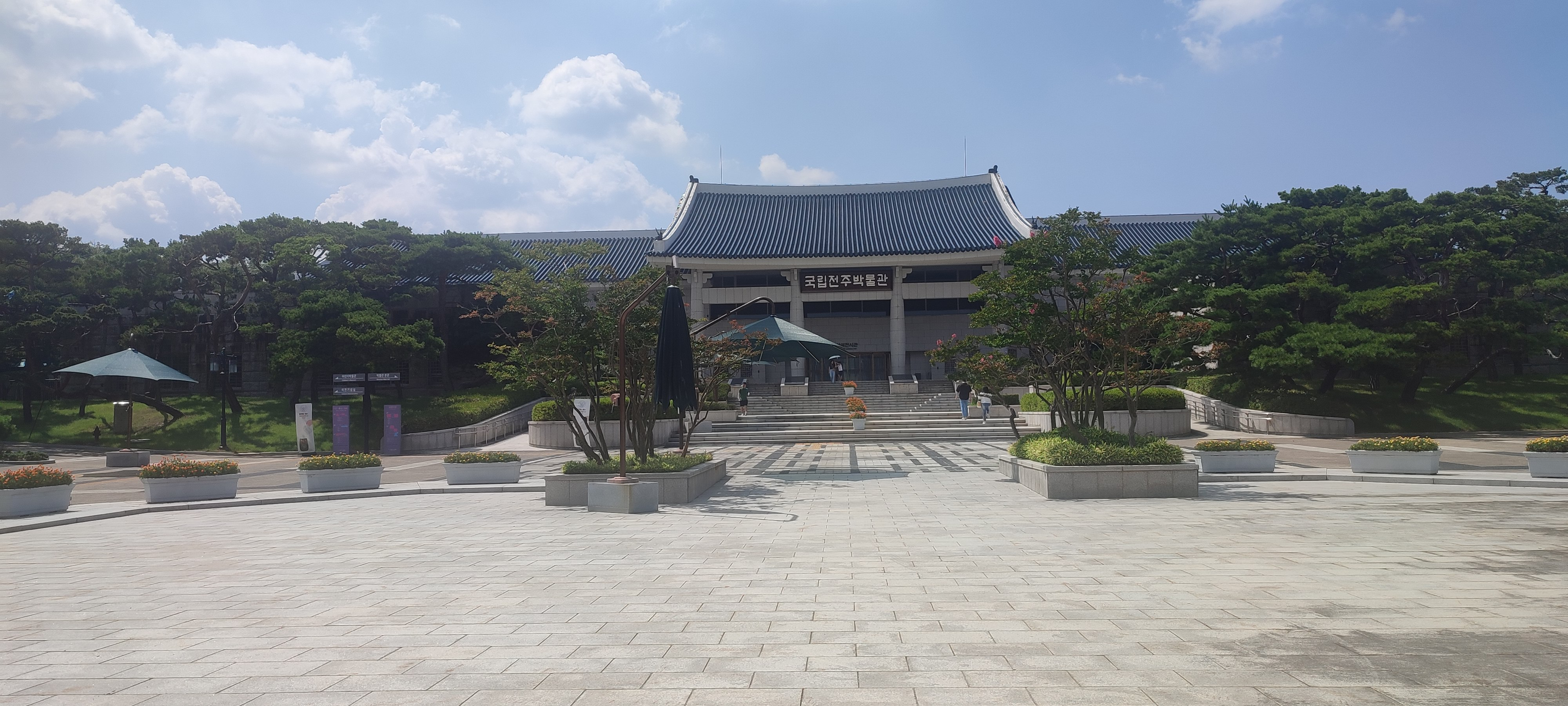
국립전주박물관
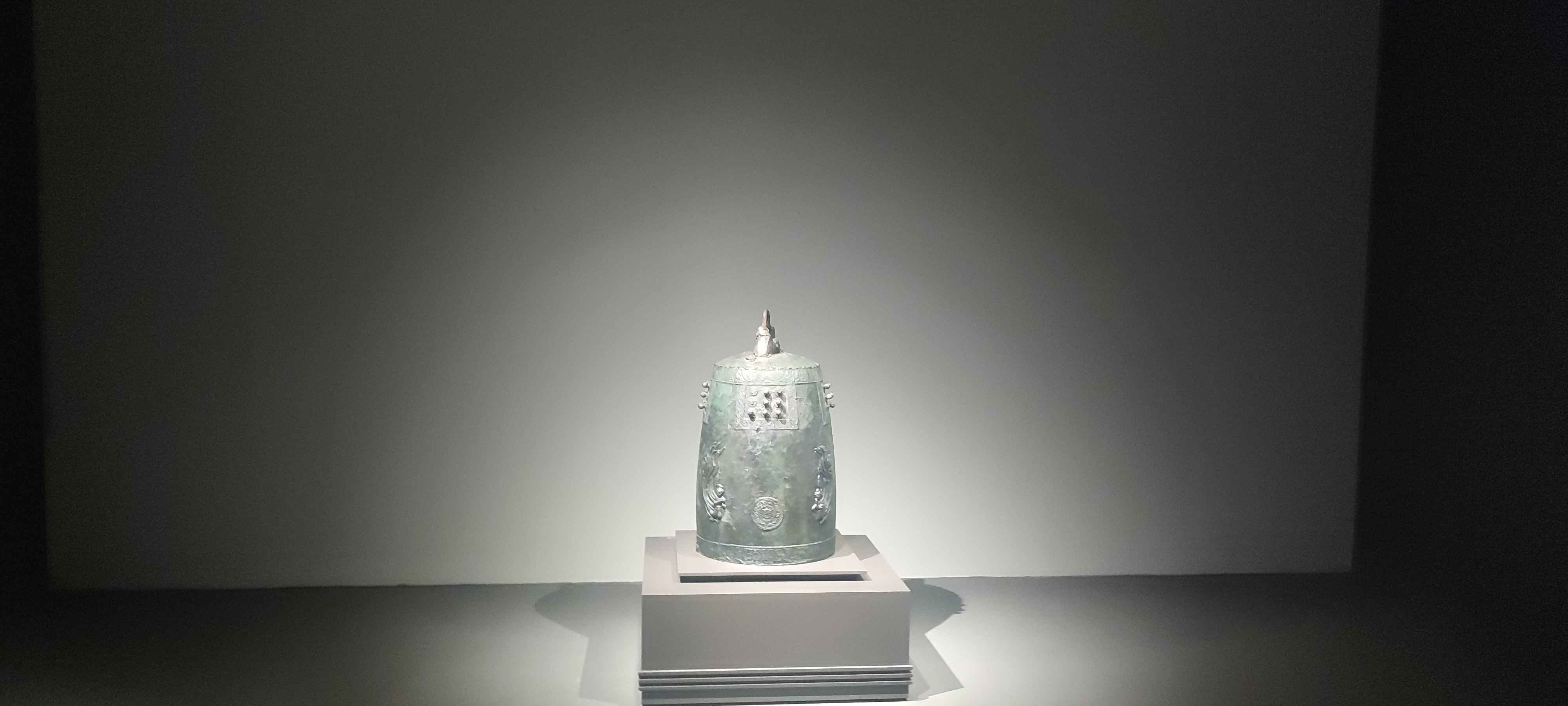
낙수정 동종
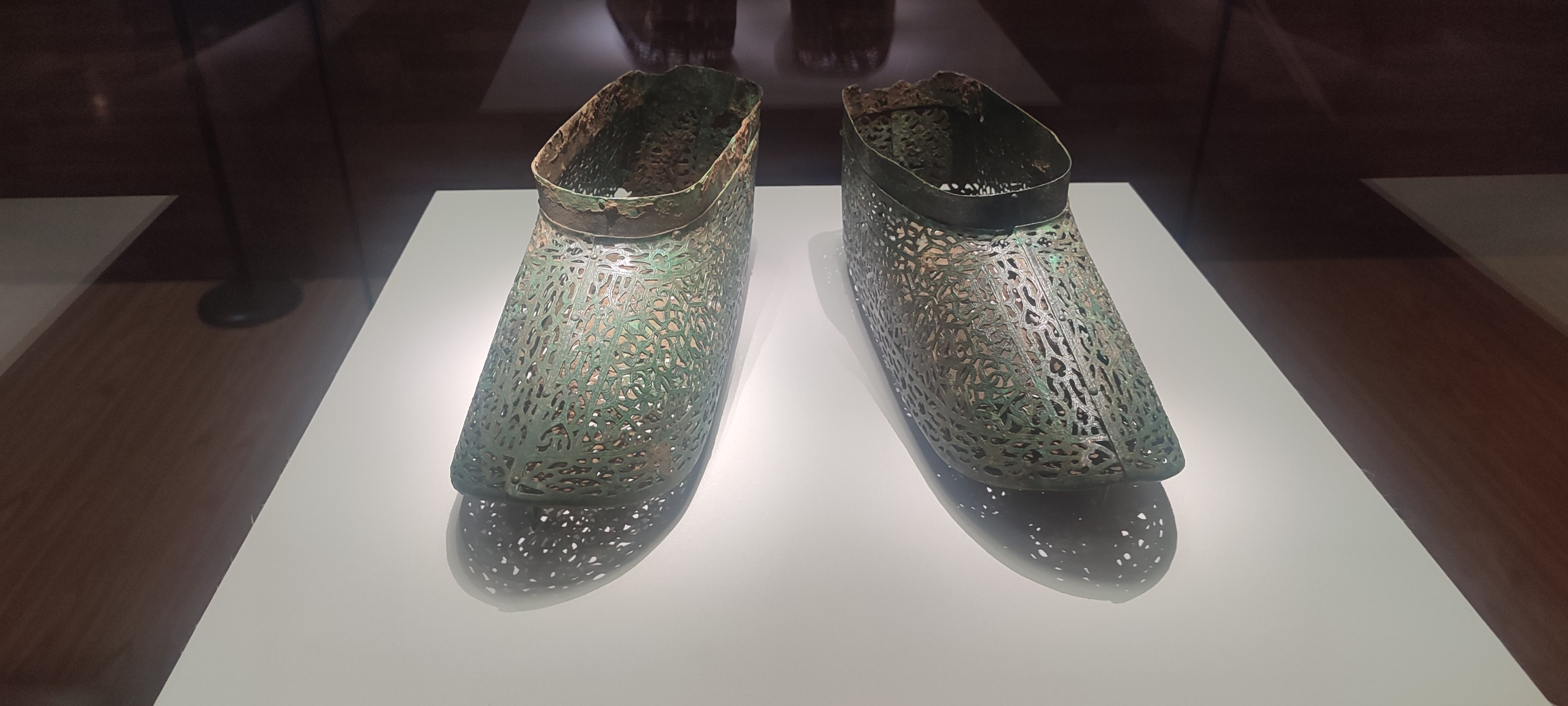
금동장식신발
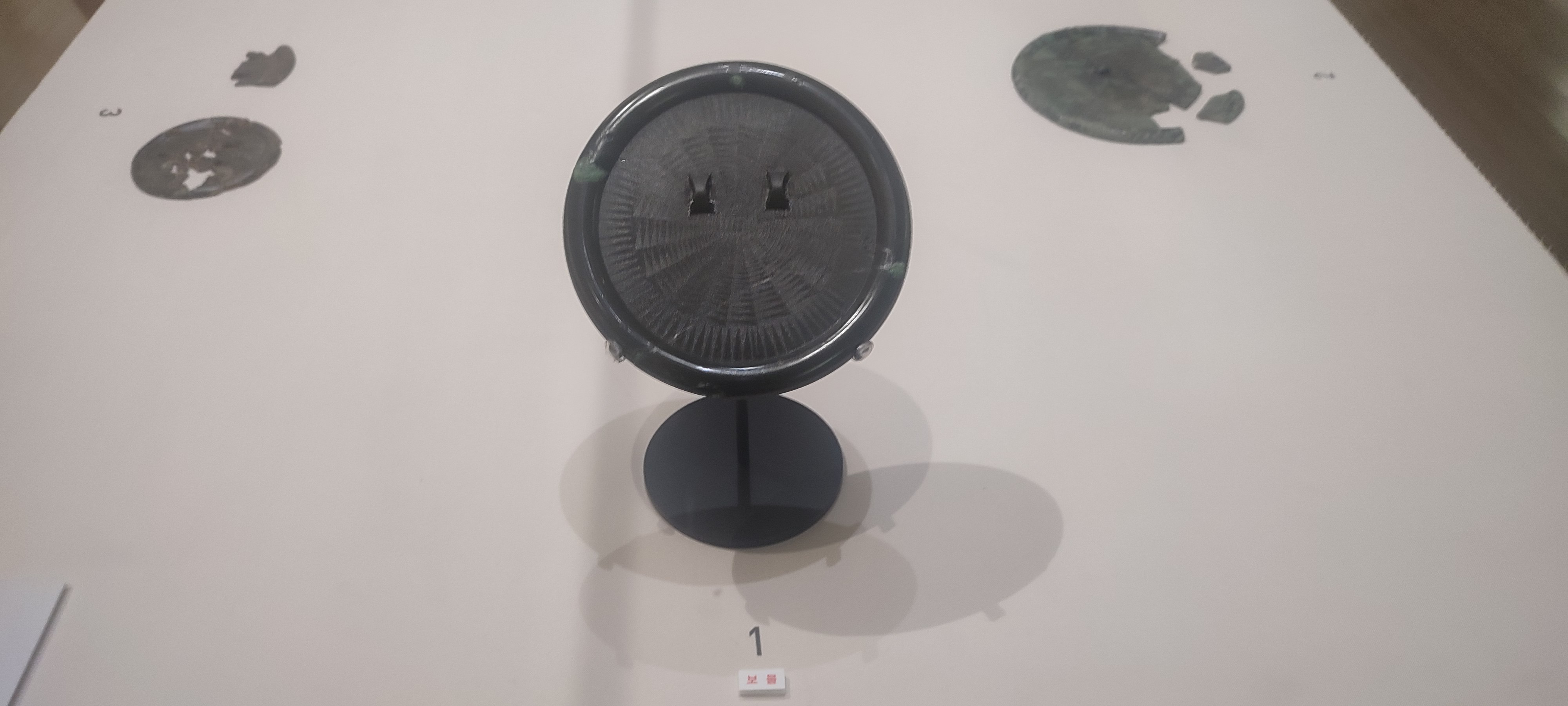
청동거울 (보물)

## 같이 보기
- 전주역사박물관
- 한솔종이박물관
- 전라북도산림박물관
- 대한민국의 박물관과 미술관 목록
- 대한민국의 국립 박물관 목록